# Darius Songaila

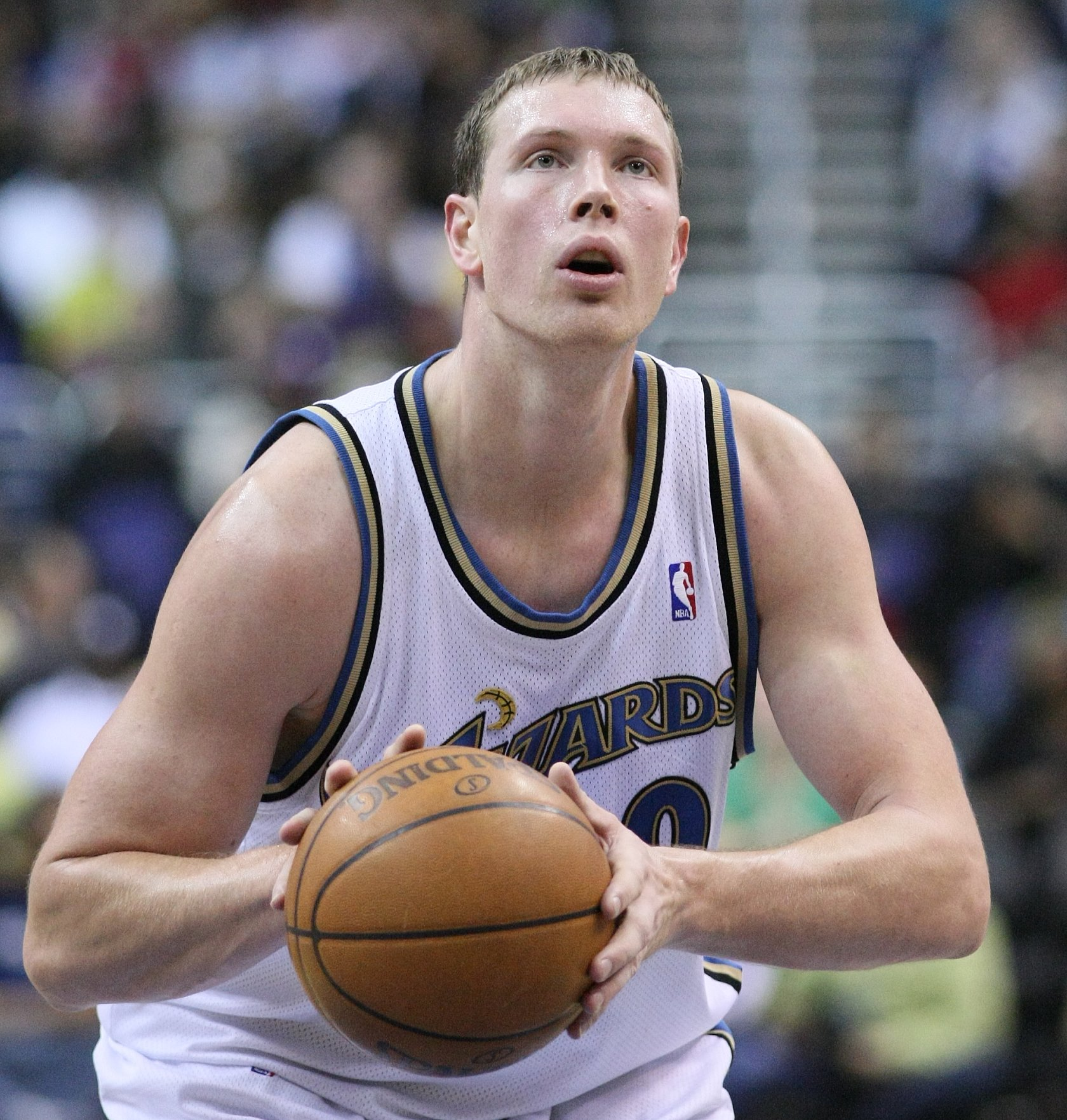
Songaila w barwach Washington Wizards

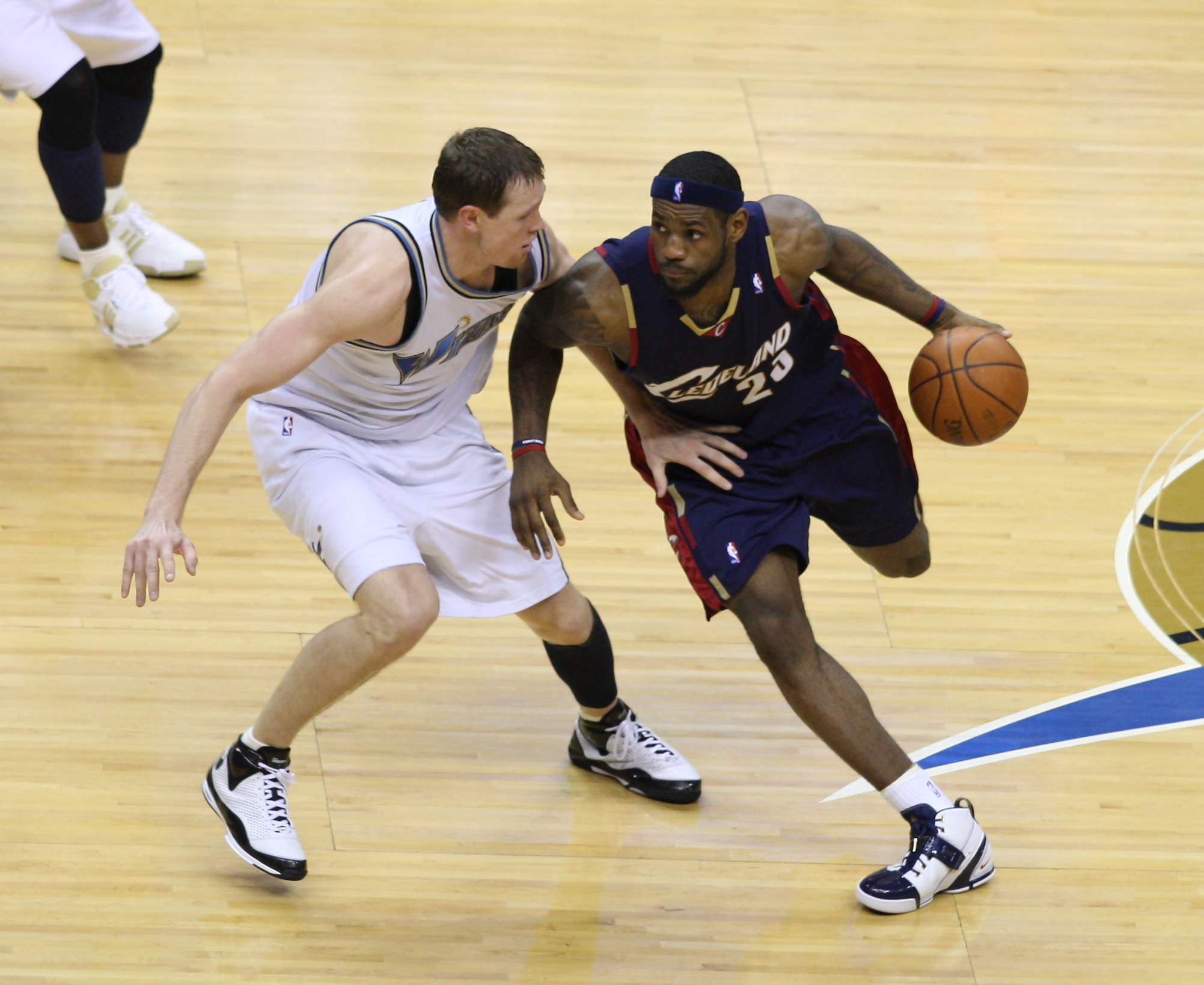
Songaila broniący przeciw LeBronowi Jamesowi

Darius Songaila (ur. 14 lutego 1978 w Mariampolu) – litewski koszykarz, występujący na pozycji skrzydłowego oraz środkowego, po zakończeniu kariery zawodniczej trener koszykarski, aktualnie asystent trenera w zespole San Antonio Spurs.
W listopadzie 2020 został asystentem trenera w zespole San Antonio Spurs.

## Osiągnięcia
Na podstawie, o ile nie zaznaczono inaczej.

### NCAA
- Uczestnik turnieju NCAA (2001, 2002)
- Zaliczony do:
  - I składu pierwszoroczniaków konferencji Atlantic Coast (ACC – 1999)
  - II składu:
    - ACC (2002)
    - turnieju ACC (2002)

  - III składu ACC (2000)
  - składu Honorable Mention:
    - ACC (2001)
    - All-American (2002 przez AP)
- Lider ACC w[4]:
  - skuteczności rzutów wolnych (2000 – 83,5%)
  - liczbie oddanych rzutów za 2 punkty (2002 – 374)
  - celnych rzutów wolnych (2000 – 157, 2002 – 193)
  - oddanych rzutów wolnych (2000 – 188)

### Drużynowe
- 4. miejsce w:
  - Eurolidze (2003)
  - VTB (2014)
- Mistrz:
  - Litwy (2015)
  - Rosji (2003)
- Brązowy medalista mistrzostw Litwy (2014)
- Zdobywca:
  - superpucharu Turcji (2011)
  - pucharu Litwy (2015)
- Finalista pucharu:
  - Rosji (2003)
  - Litwy (2014)
- Uczestnik rozgrywek TOP 16:
  - Eurocup (2014)
  - Euroligi (2015)

### Indywidualne
- Zawodnik miesiąca:
  - ligi ukraińskiej (grudzień 2012, luty 2013)
  - VTB (marzec 2013)
- Lider:
  - strzelców całego sezonu VTB (2013)
  - ligi tureckiej w skuteczności rzutów wolnych (2012)
- Uczestnik meczu wschodzących gwiazd - Nike Hoop Summit (1998)[5]

### Reprezentacja
- Mistrz Europy (2003)
- Brązowy medalista:
  - mistrzostw Europy (2007)
  - olimpijski (2000)
- Wicemistrz turnieju Diamond Ball (2004)
- Uczestnik:
  - mistrzostw:
    - Europy:
      - 2001 – 12. miejsce, 2003, 2007, 2011 – 5. miejsce
      - U–22 (1998 – 8. miejsce)
      - U–18 (1996 – 12. miejsce)

    - świata (2006 – 7. miejsce)

  - igrzysk olimpijskich (2000, 2004  – 4. miejsce, 2012  – 8. miejsce)
- Lider igrzysk olimpijskich w skuteczności rzutów wolnych (2004 – 92%)[6]

### Trenerskie
Asystent
- Mistrzostwo Litwy (2016–2018)
- Puchar Litwy (2017, 2018)
- Finał Pucharu Litwy (2016)